# Christopher Abbott
Pour les articles homonymes, voir Abbott.
Christopher Abbott est un acteur américain né le 1er février 1986 à Greenwich (Connecticut).

## Biographie
Christopher Jacob Abbott est né le 1er février 1986 à Greenwich (Connecticut). Ses parents sont Orville Abbott et Anna Servidio.
Il a une sœur, Christina Abbott.
Il débute en 2009 lors d'un épisode de Nurse Jackie. Deux ans plus tard, il joue dans Martha Marcy May Marlene de Sean Durkin.
En 2015, il joue dans le film James White, récompensé dans plusieurs festivals du monde comme le Festival du film de Sundance 2015, le Festival international du film de Locarno 2015 et le Festival du cinéma américain de Deauville 2015. Il y tient le rôle principal au côté de Cynthia Nixon et du rappeur Kid Cudi.
En 2016, il est présent aux côtés d'Olivia Cooke dans Katie Says Goodbye, présenté durant Festival du cinéma américain de Deauville 2016. L'année suivante, il joue de nouveau dans un film présenté au Festival du cinéma américain de Deauville, Sweet Virginia avec Jon Bernthal.

## Filmographie

### Cinéma

#### Longs métrages
- 2011 : Martha Marcy May Marlene de Sean Durkin : Max
- 2012 : Art Machine de Doug Karr : Cap'n Tar
- 2012 : Hello I Must Be Going (en) de Todd Louiso : Jeremy
- 2013 : All That I Am de Carlos Puga : Christian
- 2014 : A Most Violent Year de J. C. Chandor : Louis Servidio
- 2014 : The Sleepwalker (en) de Mona Fastvold : Andrew
- 2015 : Criminal Activities de Jackie Earle Haley : Warren
- 2015 : James White de Josh Mond : James White
- 2016 : Katie Says Goodbye de Wayne Roberts : Bruno
- 2016 : Whiskey Tango Foxtrot de Glenn Ficarra et John Requa : Fahim Ahmadzai
- 2017 : It Comes at Night de Trey Edward Shults : Will
- 2017 : Sweet Virginia de Jamie M. Dagg : Elwood
- 2018 : First Man : Le Premier Homme sur la Lune (First Man) de Damien Chazelle : David Scott
- 2018 : Tyrel de Sebastián Silva : Johnny
- 2018 : Vox Lux de Brady Corbet : le journaliste
- 2018 : Full-Dress de Carlos Puga : Nick / Chris
- 2018 : Piercing de Nicolas Pesce : Reed
- 2019 : Possessor de Brandon Cronenberg : Colin
- 2020 : Black Bear de Lawrence Michael Levine : Gabe
- 2021 : The World to Come de Mona Fastvold : Finney
- 2021 : On the Count of Three de Jerrod Carmichael : Kevin
- 2022 : The Forgiven de John Michael McDonagh : Tom Day
- 2022 : Entergalactic de Fletcher Moules : Reed (voix)
- 2022 : Sanctuary de Zachary Wigon : Hal
- 2023 : Pauvres Créatures (Poor Things) de Yórgos Lánthimos : Alfie Blessington
- 2024 : Le Clan des bêtes (Bring Them Down) de Christopher Andrews : Michael
- 2024 : Kraven the Hunter de J. C. Chandor : L'Étranger
- 2025 : Wolf Man de Leigh Whannell : Blake Lovell

#### Courts métrages
- 2012 : Father/Son de Bryan Reisberg : Olivier
- 2013 : The Exit Room de Todd Wiseman Jr. : Joseph
- 2015 : The Girlfriend Game d'Armen Antranikian : Henry (voix)

### Télévision

#### Séries télévisées
- 2009 : Nurse Jackie : Andy Singer
- 2010 : New York, section criminelle (Law and Order : Criminal Intent) : Kyle Wyler
- 2012 - 2016 : Girls : Charlie Dattolo
- 2013 : Enlightened : Travis
- 2017 : The Sinner : Mason Tannetti
- 2019 : Catch 22 : John Yossarian
- 2022 : Ramy : Silvak
- 2023 : The Crowded Room : Stan Camisa

### Producteur
- 2013 : The Exit Room (court métrage)

### Parolier
- 2011 : Martha Marcy May Marlene
- 2013 : Girls

## Récompenses et distinctions

### Récompenses
- 2013 : Prix spécial du jury à South by Southwest pour l'ensemble de la distribution de All That I Am

### Nominations
- Golden Globes 2020 : Meilleur acteur dans une mini-série ou un téléfilm pour Catch-22

## Voix francophones
En France, Thibaut Lacour (A Most Violent Year, Catch 22, The Crowded Room et Kraven the Hunter) et Sylvain Agaësse (Nurse Jackie, The Sinner et Entergalactic) sont les voix françaises les plus récurrentes de l'acteur, l'ayant doublé à quatre reprises pour le premier et trois pour le second. En parallèle, Tanguy Goasdoué lui a prêté sa voix à deux reprises, dans Vox Lux et The Forgiven tout comme Damien Ferrette dans Pauvres Créatures et Wolf Man.
À titre exceptionnel, il est doublé par Alexis Victor dans Sweet Virginia (en), Anatole de Bodinat dans First Man, Christophe Hespel dans Soumission et Franck Sportis dans Ramy.